# Lijst van afleveringen van SpongeBob SquarePants (seizoen 2)
Dit is een lijst van afleveringen van seizoen 2 van SpongeBob SquarePants. Dit seizoen telt 20 afleveringen. De eerste aflevering van dit seizoen werd op 26 oktober 2000 in de Verenigde Staten uitgezonden.
| Aflevering (seizoen) | Aflevering (serie) | Uitgezonden in VS | Titel                                                          | Verhaal |
| -------------------- | ------------------ | ----------------- | -------------------------------------------------------------- | --- |
| 1                    | 21                 | 2 november 2000   | Your Shoe's Untied (Je veter zit los)                          | Patrick koopt nieuwe schoenen, maar hij weet niet hoe hij ze moet strikken. Hij gaat naar SpongeBob en vraagt om hulp. SpongeBob is het ook verleerd, omdat hij al zijn hele leven lang dezelfde schoenen aanheeft. Dan komt De Vliegende Hollander langs. Hij leert SpongeBob hoe hij zijn veters moet strikken. |
| 1                    | 21                 | 2 november 2000   | Squid's Day Off (Octo's vrije dag)                             | Meneer Krabs wordt afgevoerd naar het ziekenhuis en vraagt of Octo zolang op de Krokante Krab wil letten. Octo neemt dan een vrije dag, maar hij krijgt allemaal gekke ideeën over hoe SpongeBob de Krokante Krab afbreekt. Hij rent dan als een gek naar de Krokante Krab om daar SpongeBob aan te treffen die gewoon niets staat te doen. Aan het einde van de aflevering blijkt dat ze het bordje nog op "Gesloten" hadden laten staan. |
| 2                    | 22                 | 26 oktober 2000   | Something Smells (Daar zit een luchtje aan)                    | SpongeBob krijgt een vreselijk stinkende adem, waardoor iedereen voor hem wegrent. Hij begrijpt niet waarom. Patrick zegt dat het is omdat SpongeBob lelijk is. Iedereen blijft SpongeBob mijden. Patrick neemt een hap van de sorbet die SpongeBob had gemaakt, waardoor hij zo uit zijn mond stinkt. Patrick is ervan overtuigd dat hij lelijkheid heeft gekregen van SpongeBob. |
| 2                    | 22                 | 26 oktober 2000   | Bossy Boots (Dochter de baas)                                  | Parel komt werken in de Krokante Krab en besluit dat het vanaf nu Knuffel Krab heet. Ze maakt er een tiener-lounge van. Meneer Krabs zegt tegen SpongeBob dat hij Parel moet ontslaan, omdat de veranderingen te veel geld kosten. SpongeBob ontslaat haar en Parel is daar erg blij mee. |
| 3                    | 23                 | 16 november 2000  | Big Pink Loser (Grote roze verliezer)                          | Patrick doet SpongeBob na in de hoop ook een prijs te winnen. SpongeBob krijgt namelijk steeds prijzen voor zijn gedrag. Patrick wordt een heuse kopie van SpongeBob, tot SpongeBobs ergernis. Uiteindelijk krijgt Patrick toch een prijs: De prijs voor onnozel doen, Patrick gaat die titel gelijk verdedigen en SpongeBob kan weer gewoon ademhalen zonder dat Patrick vlak naast hem staat. |
| 3                    | 23                 | 16 november 2000  | Bubble Buddy (Opblaasmaatje)                                   | Op Leif Ericson Dag heeft SpongeBob niemand om mee te spelen. Dan maakt hij een bel en noemt hem Opblaas Maatje. SpongeBob verpest iedereens dag hiermee en de inwoners van Bikinbroek besluiten om de bel te laten klappen. Vlak voordat Opblaas Maatje lek wordt geprikt, komt hij tot leven en gaat hij ervan door. |
| 4                    | 24                 | 28 december 2000  | Dying for Pie (De moord voor een cake)                         | Octo geeft SpongeBob per ongeluk een bom die eruitziet als een taart. Hij is bang dat SpongeBob de taart al heeft opgegeten en tegen zonsondergang zal exploderen. Daarom doet hij een dag lang allemaal dingen met SpongeBob die SpongeBob leuk vindt, waardoor Octo zich nog ellendiger voelt dan normaal. |
| 4                    | 24                 | 28 december 2000  | Imitation Krabs (Nep Krabs)                                    | Plankton bouwt een robot meneer Krabs om het geheime recept van de Krabburgers te stelen. Zijn plan slaagt bijna, maar op het laatste moment gaat de robot over tot zelfvernietiging, omdat SpongeBob een muntje in een gleuf had gedaan. |
| 5                    | 25                 | 17 februari 2001  | Wormy (Rupsie)                                                 | Sandy gaat even weg en wil dat SpongeBob en Patrick op haar huisdieren passen. Ze worden meteen bevriend met een rups, Rupsie. Als de rups een vlinder wordt, denken SpongeBob en Patrick dat het "monster" Rupsie heeft opgegeten en nu de rest van Bikinibroek wil opeten. Ze maken een ravage van de hele stad, maar dan komt Sandy terug en "redt de stad van het monster". |
| 5                    | 25                 | 17 februari 2001  | Patty Hype (De kleurenburger)                                  | Het gaat niet zo goed met de Krokante Krab en meneer Krabs wil een goed idee om de tent weer wat leven in te blazen. SpongeBob verzint de Kleurenburgers, maar meneer Krabs en Octo lachen hem uit. SpongeBob is daardoor gekwetst en begint een eigen kraampje waar hij de Kleurenburgers verkoopt. De Kleurenburgers zijn een waanzinnig succes en meneer Krabs wil de Krokante Krab ruilen voor het kraampje met Kleurenburgers. Maar de volgende dag komen alle klanten terug, omdat ze hun geld terug willen.                                                                                         |
| 6                    | 26                 | 6 maart 2001      | Grandma's Kisses (Kusjes van oma)                              | SpongeBob houdt ervan om zijn Oma te bezoeken, maar hij staat voor schut in de Krokante Krab, omdat er nog een zoenafdruk op zijn voorhoofd zit. De volgende keer dat hij naar oma gaat, proberen hij en Patrick te doen alsof ze erg volwassen zijn. Patrick wordt al vrij snel 'betoverd' door oma's koekjes en hij gedraagt zich als een enorme baby. SpongeBob wordt erg jaloers. |
| 6                    | 26                 | 6 maart 2001      | Squidville (Octostad)                                          | Octo's huis wordt door SpongeBob en Patricks rifzuigers opgeblazen en hij verhuisd naar een stad waar alleen octopussen leven. Octo gaat zich al snel vervelen en gaat spelen met een rifzuiger. Alle inwoners komen hem achterna en hij blaast zichzelf terug naar zijn oude vertrouwde huis, naast SpongeBob en Patrick. |
| 7                    | 27                 | 5 mei 2001        | Pre-Hibernation Week (Winterslaap)                             | Sandy gaat bijna over in de winterslaap, maar ze wil nog een hoop dingen doen voordat ze daarmee gaat beginnen. Eerst doet SpongeBob leuk mee, maar het is voor hem veel te gevaarlijk. Hij durft niet tegen haar te zeggen dat hij niet meer wil mee doen, dus hij verstopt zich. Sandy begint een grootschalige zoekactie naar SpongeBob en als ze hem eenmaal vindt, valt ze in een diepe slaap. |
| 7                    | 27                 | 5 mei 2001        | Life of Crime (Gezochte criminelen)                            | Patrick en SpongeBob stelen een ballon (ze weten niet dat het Gratis Ballonnendag is). Ze willen de ballon terugbrengen, maar hij klapt. Ze raken in paniek en denken dat ze voor eeuwig achter de tralies zullen verdwijnen. Ze slaan op de vlucht, maar gaan al snel naar het politiebureau om elkaar aan te geven. |
| 8                    | 28                 | 6 december 2000   | Christmas Who? (Kerstmis wie?)                                 | Sandy vertelt SpongeBob over de Kersttraditie en hij vertelt het hele evenement aan iedereen in Bikinibroek. De hele stad is ervan overtuigd dat de Kerstman zal langskomen om hun wensen in vervulling te laten gaan. SpongeBob en Patrick maken een kerstboom en versieren hem. Op kerstavond gaan alle inwoners van Bikinibroek naar de "kerstboom" bij het huis van Octo en ze zingen kerstliedjes, terwijl ze wachten op de Kerstman. Maar de Kerstman komt niet. Aan het einde komt de echte Kerstman toch nog langs.                                                                                |
| 9                    | 29                 | 5 maart 2001      | Survival of the Idiots (Hoe idioten overleven)                 | SpongeBob en Patrick gaan naar Sandy's huis in het midden van de winter. Ze vriezen bijna dood, maar ze verzinnen een oplossing: ze plukken Sandy's vacht en plakken hem op hun huid. |
| 9                    | 29                 | 5 maart 2001      | Dumped (Gedumpt)                                               | Gerrit gaat meer en meer om met Patrick en SpongeBob voelt zich achtergelaten. SpongeBob probeert om Gerrit uit zijn gedachten te zetten, maar dat lukt niet zo goed. Als Patrick de was komt doen, blijkt dat Gerrit alleen met Patrick omging omdat er nog een koekje zat in Patricks broekzak. |
| 10                   | 30                 | 7 maart 2001      | No Free Rides (Geen gratis ritjes)                             | Mevrouw Puff is het helemaal zat dat SpongeBob steeds maar blijft falen voor zijn vaarexamen. Ze geeft hem 'extra punten', waardoor hij zijn vaarbewijs krijgt. Maar mevrouw Puff krijgt een visioen waarin SpongeBob iedereen en alles aanrijdt. Ze probeert de boot te stelen, maar SpongeBob ligt dan in zijn auto. |
| 10                   | 30                 | 7 maart 2001      | I'm Your Biggest Fanatic (Ik ben je grootste fanaticus)        | SpongeBob en Patrick gaan naar een kwallenvis bijeenkomst en SpongeBob ontmoet de Kwallenspotters. Hij vraagt of hij lid mag worden van hun club, maar dat mag niet. SpongeBob laat het er niet bij zitten en hij blijft doorzeuren, tot de aanvoerder een plan verzint om voor altijd van SpongeBob af te komen. Ze gebruiken hem als lokaas voor Koning Kwal, maar was dat wel zo'n slim idee? |
| 11                   | 31                 | 27 november 2000  | Mermaid Man and Barnacle Boy III (Meerminman & Mosseljongen 3) | SpongeBob en Patrick moeten op het huis van Meerminman en Mosseljongen passen, omdat die op vakantie gaan. Ze mogen nergens aankomen, maar kunnen de verleiding niet weerstaan. Ze ontdooien een superschurk, Straalman (Engels: Manray). Straalman zegt dat hij goed wil worden, om zo niet weer bevroren te worden. SpongeBob en Patrick geven hem een cursus en Straalman moet goed opletten dat hij zijn geduld niet verliest. Uiteindelijk blijkt het allemaal een slecht plan te zijn van Straalman, maar hij heeft nog een kietelriem om en als SpongeBob die riem aanzet, geeft hij zich over.     |
| 11                   | 31                 | 27 november 2000  | Squirrel Jokes (Stand-up Spongebob)                            | Er is een culturele avond in de Krokante Krab en SpongeBob doet een stand-up act. Hij is niet erg grappig, maar hij verzint een grap over eekhoorns. Die valt zeer goed in de smaak bij het publiek, Sandy kan er echter wat minder om lachen. Ze wordt ontzettend beledigd door iedereen in Bikinibroek en vraagt SpongeBob om op te houden. SpongeBob verzint een andere grap: over alle zeedieren. |
| 12                   | 32                 | 8 maart 2001      | Pressure (Druk)                                                | SpongeBob daagt Sandy uit haar pak uit te trekken, om één minuut lang onder water te ademen. Sandy redt het niet en daagt Patrick, SpongeBob, Octo en meneer Krabs uit om naar het eiland te gaan. Het lijkt eerst redelijk te gaan, maar dan komen er zeemeeuwen. De zeemeeuwen vallen Patrick, SpongeBob, Octo en meneer Krabs aan en Sandy komt ze redden. Uiteindelijk komen Patrick, SpongeBob, Octo, meneer Krabs en Sandy erachter dat zeedieren en landdieren even goed zijn en dat iedereen wel ergens goed in is.                                                                                |
| 12                   | 32                 | 8 maart 2001      | The Smoking Peanut (Oesterleed)                                | SpongeBob en Patrick zijn in de dierentuin van Bikinibroek om de grote oester te zien. Maar de oester slaapt en SpongeBob probeert haar wakker te maken. Als de oester eenmaal wakker wordt begint ze ontzettend te schreeuwen. SpongeBob denkt dat het zijn schuld is en hij is bang dat hij naar de gevangenis moet. Dan ontdekt een dierenverzorger dat meneer Krabs de parel heeft gestolen en dat de oester daarom zo'n drama maakt. |
| 13                   | 33                 | 7 maart 2001      | Shanghaied (Geringeloor)                                       | SpongeBob, Patrick en Octo vinden het schip van de Vliegende Hollander en ze kunnen er niet meer af. Ze komen erachter dat de Vliegende Hollander hen wil opeten. Zullen ze op tijd van het schip komen? |
| 13                   | 33                 | 7 maart 2001      | Gary Takes a Bath (Gerrit neemt een bad)                       | SpongeBob wil dat Gerrit in bad gaat, maar Gerrit zelf wil niet. SpongeBob probeert op verschillende manieren om Gerrit te wassen, maar wordt uiteindelijk zelf het viest. |
| 14                   | 34                 | 21 januari 2001   | Welcome to the Chum Bucket (Welkom in de Maatemmer)            | Meneer Krabs en Plankton spelen iedere donderagavond kaart en meneer Krabs is zo zeker van zichzelf (Hij heeft in 15 jaar nog nooit verloren) dat hij SpongeBob verwedt. Maar dan verliest meneer Krabs. SpongeBob moet nu voor Plankton in de Maatemmer gaan werken, maar dat ziet SpongeBob niet zitten. Hij weigert ook maar iets te doen en dat irriteert Plankton zo, dat hij SpongeBobs hersenen in een robot doet. Maar de robot gehoorzaamt ook niet. Plankton geeft het op en geeft SpongeBob terug aan meneer Krabs.                                                                             |
| 14                   | 34                 | 21 januari 2001   | Frankendoodle (Frankenkrabbel)                                 | SpongeBob vindt een potlood dat een kunstenaar heeft laten vallen in zee. Hij tekent iets en hij komt erachter dat alles wat hij tekent tot leven komt. Hij tekent zichzelf om Okto voor de grap te houden, maar de 2D-SpongeBob is gemeen. SpongeBob en Patrick proberen hem te vangen en na een aantal vergeefse pogingen, komt de 2D-SpongeBob op een stukje papier vast te zitten en wordt hij weer 2D. |
| 15                   | 35                 | 7 september 2001  | The Secret Box (De geheime doos)                               | Patrick heeft een doos en hij laat hem aan SpongeBob zien. Patrick moet ontzettend lachen om wat in de doos zit, maar SpongeBob mag het niet weten. 's Nachts sluipt SpongeBob naar Patricks huis om te kijken wat er in de doos zit, maar de doos lijkt leeg te zijn. Als SpongeBob weg is, trekt Patrick aan een touwtje, waardoor een geheim luikje opengaat, waar een gênante foto van SpongeBob op het kerstfeestje in zit. |
| 15                   | 35                 | 7 september 2001  | Band Geeks (Band sukkels)                                      | Squilliam daagt Octo uit: Octo moet een band verzamelen en spelen in bij een rugbywedstrijd van de mensen. Octo accepteert en hangt flyers op in Bikinibroek. De oefenavonden blijken echter een totale ramp te zijn en Octo is bang dat het allemaal mislukt. Octo gaat ervandoor en dan realiseert SpongeBob zich dat de bandleden Octo's droom hebben verpest. Als ze eenmaal moeten spelen, zijn ze ontzettend goed en Octo is vreselijk gelukkig. Squilliam valt er zelfs van flauw. |
| 16                   | 36                 | 6 september 2002  | The Graveyard Shift (Kerkhofwerktijden)                        | Meneer Krabs opent de Krokante Krab 24 uur per dag. SpongeBob en Patrick moeten de hele nacht werken. Om SpongeBob bang te maken vertelt Octo hem een eng verhaaltje, maar in de nacht lijkt het alsof dat verhaal ook echt klopt. Uiteindelijk blijkt dat Nosferatu het licht aan en uit stond te knipperen. |
| 16                   | 36                 | 6 september 2002  | Krusty Love (Krokante liefde)                                  | Meneer Krabs wordt verliefd op mevrouw Puff en hij wil met haar uit. Het avondje uit kost echt ontzettend veel geld en de bij het volgende afspraakje, wil hij dat SpongeBob op zijn geld let, maar iedere keer dat meneer Krabs denkt dat mevrouw Puff iets nodig heeft, dwingt hij SpongeBob het te gaan halen. |
| 17                   | 37                 | 30 november 2001  | Procrastination (Uitstel)                                      | SpongeBob moet een opstel van 800 woorden schrijven over wat hij niet moet doen bij een stoplicht. Hij stelt het maar uit, om het maar net op tijd af te hebben. Dan blijkt dat de les niet doorgaat en dat hij het opstel niet had hoeven schrijven. |
| 17                   | 37                 | 30 november 2001  | I'm with stupid (Ik sta naast een oen)                         | Patricks ouders komen langs op Zeesterrendag en Patrick wil dat zijn ouders niet denken dat hij zo ongelooflijk dom is. SpongeBob doet alsof hij stom is, zodat Patrick er slimmer uitziet. Maar Patrick en zijn ouders beledigen hem aan een stuk door en SpongeBob probeert ze te vertellen dat hij niet stom is. Helaas geloven de ouders het niet. SpongeBob gaat boos naar huis en Patrick komt erachter dat de twee zeesterren die bij hem thuis waren helemaal niet zijn ouders waren. |
| 18                   | 38                 | 21 september 2001 | Sailor Mouth (Zeemanstaal)                                     | SpongeBob en Patrick lezen een aantal scheldwoorden op een container en ze denken dat het zinverfraaiers zijn. Als meneer Krabs hoort dat ze zulke taal uitslaan, laat hij ze voor straf zijn huis verfen. Meneer Krabs komt na een tijdje naar buiten om te kijken hoe het gaat, en struikelt over een steentje. Hij scheldt met alle 13 scheldwoorden die er in de zeetaal bestaan. SpongeBob en Patrick gaan klikken bij de moeder van meneer Krabs. |
| 18                   | 38                 | 21 september 2001 | Artist Unknown (Maker onbekend)                                | SpongeBob gaat op kunstles bij Octo en hij maakt een geweldig beeld. Octo is jaloers en zegt dat het niet volgens het boek is. SpongeBob raakt hier van in een depressie en hij gaat naar de vuilnisbuilt. Net als hij weg is, komt er een directeur van een museum en hij ziet het beeld. De man van het museum denkt dat Octo het beeld heeft gemaakt. Als hij het wil meenemen, breekt de kop af en hij zegt tegen Octo dat Octo eventjes het hoofd moet maken. Octo kan het niet wil dat SpongeBob het doet, maar die wil nu alleen nog maar volgens het handboek werken, tot grote ergernis van Octo. |
| 19                   | 39                 | 28 september 2001 | Jellyfish Hunter (Kwallenjager)                                | SpongeBob doet wat kwallenkwab op zijn Krabburger en laat een aantal klanten proeven. De klanten vinden het heerlijk en meneer Krabs ziet er goed geld in. Hij laat SpongeBob álle kwallen vangen om een fabriek te maken. SpongeBob krijgt spijt en laat alle kwallen weer vrij. |
| 19                   | 39                 | 28 september 2001 | The Fry Cook Games (De frituurspelen)                          | Op de Frituurspelen, een soort Olympische Spelen, maar dan voor frituurkokken, nemen meneer Krabs en Plankton het tegen elkaar op. Meneer Krabs laat SpongeBob alles doen en Patrick wil ook meedoen. Hij gaat werken voor Plankton en doet ook mee. SpongeBob en Patrick willen allebei graag winnen, maar in het beslissende spel, worden ze weer vrienden. |
| 20                   | 40                 | 12 oktober 2001   | Squid on Strike (Staking)                                      | Octo en SpongeBob gaan staken en zorgen onbedoeld voor véél meer klanten voor de Krokante Krab. Meneer Krabs komt uiteindelijk met Octo onderhandelen, maar SpongeBob breekt ondertussen de hele zaak af. Om de schade te vergoeden, moeten SpongeBob en Octo voor altijd bij de Krokante Krab werken. |
| 20                   | 40                 | 12 oktober 2001   | Sandy, SpongeBob, and the Worm (De stierworm)                  | Een stierworm terroriseert Bikinibroek en Sandy denkt dat ze hem makkelijk aankan. SpongeBob denkt van niet en gaat mee. De stierworm is echter veel groter dan ze had verwacht en Sandy en SpongeBob proberen te vluchten. Ondertussen duwen de inwoners van Bikinibroek, Bikinibroek naar een 'veiligere plek'. Maar net daar waar Bikinibroek 'veilig' is, landt de stierworm die in een afgrond is gevallen. |